# USS K-5 (SS-36)
USS K-5 (SS-36) (izvorno USS Walrus) bila je peta američka podmornica klase K. 

## Povijest
Izgrađena je u brodogradilištu Fore River Shipyard u Quincyju. Porinuta je 17. ožujka 1914. i u operativnu uporabu primljena je 22. kolovoza 1914.

### Operativna uporaba
U Newportu se pridružuje 4. Diviziji Altantske Torpedne Flotile s kojom provodi vježbe i eksperimente u svrhu unaprijeđivanja podmorničarskog ratovanja. Tri godine djeluje na području od Nove Engleske do Meksičkog zaljeva sudjelujući u bojnim gađanjima, podvodnim manevrima i obuci podmorničara.
12. listopada 1917. iz New Londona upućuje se na službu u Atlantik; 27. listopada zajedno s K-1, K-2 i K-6 stiže na Azore gdje obavaljaju ophodne zadatke. 18. travnja 1918. upućuje se natrag u SAD.